# Celebrate Summer
"Celebrate Summer" é uma canção da banda britânica de rock T. Rex, escrita por Marc Bolan e lançada como single em 12 de agosto de 1977 pela EMI Records. Foi o último lançamento do grupo antes da morte de Bolan em 16 de setembro de 1977.

## Gravação
"Celebrate Summer" foi gravada no AIR Studios em abril de 1977. Após o lançamento do oitavo e último álbum de estúdio, Dandy in the Underworld, em março do mesmo ano, Bolan passou o mês de abril gravando no Decibel Studios e depois no AIR. Das sessões no AIR, ele remixou e regravou parcialmente a faixa-título para lançamento como single, e gravou "Celebrate Summer" com os colegas de banda, Herbie Flowers no baixo elétrico e Tony Newman na bateria.
Escrevendo para o periódico Record Mirror em 1977, Bolan disse: "'Celebrate Summer' tem um sentimento new wave muito definido. Se alguém pensa que é deliberado, tem toda a razão. Eu reconheço uma coisa boa quando ouço, e sou jovem o suficiente para curtir um rock cheio de adrenalina."

## Lançamento
"Celebrate Summer" foi lançada pela EMI Records em agosto de 1977. A faixa não conseguiu obter um mainstream significativo na rádio BBC quando lançada, mas gerou uma certa popularidade em rádios como Luxembourg e Clyde.
Para promover o single, a banda a apresentou na série de Bolan na televisão britânica, Marc, em três datas: 24 de agosto, 31 de agosto e 21 de setembro, sendo esta última uma transmissão póstuma após a morte de Bolan.

## Recepção crítica
Em seu lançamento, Edwin Pouncey, da revista Sounds, sentiu que "Celebrate Summer" tinha uma "forte influência punk" e considerou-a como "o melhor (single) de Bolan por muito tempo". O revisor crítico da NME, Charles Murray, escreveu: "Por um instante, eu pensei que Marc tinha finalmente conseguido o triunfo pop que ele precisa como um subsequente viável para 'Get It On'. Não é isso, mas é certamente o single mais agradável que ele fez por muito tempo, mesmo pegando emprestada a melodia e a sequência de acordes de 'Let's Loot the Supermarket', dos Deviants."
O crítico musical Robin Smith, do Record Mirror, considerou a faixa como Bolan "retornando às suas antigas glórias". Stan Sayer, do periódico Daily Mirror, comentou: "Bolan está realmente sentindo sua idade ou ele está, ironicamente, voltando no tempo com este (pequeno) rock 'n' roll alegre? As palavras podem ser modernas, mas a batida não é. Ainda assim, uma ótima combinação."
Dave Thompson, do site musical AllMusic, descreveu a canção como "uma recriação estrondosa do som antigo clássico de Bolan, alimentada pela atualização ardente de seu legado punk rock". O autor de Bolan: The Rise and Fall of a 20th Century Superstar, Mark Paytress, considerou que era "apenas um pop otimista", lembrando um som de new wave.

## Ficha técnica
- Marc Bolan – vocais principais, guitarra elétrica, teclados, produção
- Herbie Flowers – baixo elétrico
- Tony Newman – bateria